# A-ca-oo-mah-ca-ye
A-ca-oo-mah-ca-ye (Ac ko mok ki, Ak ko mock ki, A’kow-muk-ai), connu aussi sous le nom de Feathers (« Plumes ») ou d'Old Swan (« Vieux cygne »), (mort en 1859 ou 1860) est un chef de la nation amérindienne des Siksikas de la Confédération des Pieds-Noirs en Alberta au Canada. Il est connu pour être un conciliateur.
En juillet 1859, John Palliser et les membres de son expédition ont été ses invités à son campement de la rivière La Biche (Red Deer River en anglais).